# استان سیلسیان
استان سیلسیان (به لهستانی: Województwo śląskie) یک استان در لهستان است.

## خصوصیات
استان سیلسیان ۱۲٬۳۳۳٫۰۹ کیلومترمربع مساحت و ۴٬۶۲۰٬۶۲۴ نفر جمعیت دارد.